# Xiah Junsu
Xiah Junsu, kunstnernavn for Kim Junsu (koreansk: 김준수, født 15. december 1986) er en sydkoreansk sanger, sangskriver og teaterskuespiller. Han er bedst kendt for sin medvirken i det nu ophørte koreanske boyband TVXQ og på nuværende tidspunkt i gruppen JYJ. Han har desuden medvirket i en række musicals. 
Som medlem af TVXQ fik han udgivet fire album i Sydkorea, fire i Japan, tredive singler i Japan og adskillige i Sydkorea. I 2009 sagsøgte Junsu sammen med sine kolleger fra TVXQ, Kim Jaejoong og Park Yoochun, deres pladeselskab for en urimelig kontrakt, de var underlagt, og de fik medhold i retten i dette. Derpå dannede de tre gruppen JYJ ud fra forbogstaverne i deres navne, og denne gruppe har udgivet et engelsksproget, et koreansksproget og et japansksproget album. I 2010 fik Junsu sin debut i musicalgenren som Mozart i Mozart!. Han har siden medvirket i tre andre musicals, og i 2012 udgav han sit første soloalbum, som han fulgte op med en verdensturné.